# Villars-le-Comte
Pour les articles homonymes, voir Villars.
Villars-le-Comte (/vilaʀ lə kɔ̃t/) est une commune suisse du canton de Vaud, située dans le district de la Broye-Vully. Citée dès 1147, elle fait partie du district de Moudon entre 1798 et 2007. Son territoire, d'une surface de 419 hectares, se situe dans la région de la Broye.

## Géographie
La commune se situe à 4,8 km au nord de Moudon et à 4 km à l'ouest de la gare de Lucens, sur la route menant de Lucens à Thierrens. 
Le territoire de Villars-le-Comte s'étend sur 4,19 km2. Lors du relevé de 2013-2018, les surfaces d'habitations et d'infrastructures représentaient 4,1 % de sa superficie, les surfaces agricoles 70,4 %, les surfaces boisées 25,5 % et les surfaces improductives 0,0 %. 
Le territoire de la commune, qui se situe dans la région de la Broye s'étend sur une partie de la crête située entre la Lembe à l'ouest et la Cerjaule à l'est, les frontières communales n'atteignant cependant pas ces deux ruisseaux, qui se jettent dans la Broye. Le point culminant de la commune, avec 806 mètres d'altitude, se trouve sur une colline au-dessus du village. Le sud-ouest de la commune est bordé par le bois de la Gouille, alors que le bois d'Amont ferme le nord-est.
Outre le village de Villars-le-Comte, la commune compte encore les deux hameaux de l'Essert du Four et du Chalet.

## Toponymie
Le nom de la commune, qui se prononce /vilaʀ lə kɔ̃t/, est composé d'un premier élément qui dérive du substantif roman villāre (du bas latin villāris, qui appartient au domaine) et d'un deuxième élément qui désigne la possession d’un comte (du latin cŏmĕs, cŏmĭte), sans doute un administrateur mérovingien, apposé pour distinguer la commune des autres Villars.
La première occurrence écrite du toponyme date de 1147, sous la forme de Vilario-comitis.
La commune se nomme Velâ-lou-Contou en patois vaudois.

## Population et société

### Gentilé et surnoms
Les habitants de la commune se nomment les Villarsiens.
Ils sont surnommés les Affamés (lè z’Affamâ en patois vaudois, peut-être parce que plusieurs incendies au XVIIIe siècle plongèrent des familles dans la misère) et les Couennes.

### Démographie

#### Évolution de la population
La commune compte 135 habitants au 31 décembre 2023 pour une densité de population de 32 hab/km2. Sur la période 2010-2023, sa population a diminué de −10,0 % (canton : 18,6 % ; Suisse : 9,4 %).  

#### Pyramide des âges
En 2023, le taux de personnes de moins de 30 ans s'élève à 27,6 %, au-dessous de la valeur cantonale (34,6 %). Le taux de personnes de plus de 60 ans est quant à lui de 30,9 %, alors qu'il est de 22,5 % au niveau cantonal.
La même année, la commune compte 60 hommes pour 75 femmes, soit un taux de 44,4 % d'hommes, inférieur à celui du canton (49,1 %).
| Hommes | Classe d’âge | Femmes |
| ------ | ------------ | ------ |
| 1,7    | 90 ans ou +  | 2,7    |
| 5,0    | 75 à 89 ans  | 6,7    |
| 28,3   | 60 à 74 ans  | 17,3   |
| 30,0   | 45 à 59 ans  | 17,3   |
| 18,3   | 30 à 44 ans  | 17,3   |
| 8,3    | 15 à 29 ans  | 21,3   |
| 8,3    | - de 14 ans  | 17,3   |

| Hommes | Classe d’âge | Femmes |
| ------ | ------------ | ------ |
| 0,6    | 90 ans ou +  | 1,4    |
| 6,5    | 75 à 89 ans  | 8,7    |
| 13,5   | 60 à 74 ans  | 14,3   |
| 20,9   | 45 à 59 ans  | 20,9   |
| 22,3   | 30 à 44 ans  | 21,7   |
| 19,6   | 15 à 29 ans  | 17,7   |
| 16,6   | - de 14 ans  | 15,3   |

#### Langues, population étrangère et religion
En 2000, la langue la plus parlée est le français, avec 118 personnes (96,7 %). Il y a 116 personnes suisses (95,1 %) et 6 personnes étrangères (4,9 %). 
Sur le plan religieux, la communauté protestante est la plus importante avec 86 personnes (70,5 %), suivie des catholiques (7 ou 5,7 %). 16 personnes (13,1 %) n'ont aucune appartenance religieuse.

## Histoire
En 1177, le village possède une église dédiée à Notre-Dame dépendant de l'église de Thierrens. Au Moyen Âge, le village fait partie de la châtellenie de Lucens, qui appartient aux princes évêques de Lausanne. Il fait partie du bailliage de Moudon à l'époque bernoise, de 1536 à 1798,.
Au début du XVIIIe siècle, un incendie détruit les deux tiers du village. Il fait ensuite partie du district de Moudon de 1798 à 2007 et du district de la Broye-Vully depuis 2008,.

### Héraldique
| Armes de Villars-le-Comte | Les armes de la commune de Villars-le-Comte se blasonnent ainsi : Écartelé de gueules et de sinople, à deux épées en sautoir, accompagnées en chef d'une couronne, le tout d'or brochant. Elles sont adoptées en 1919. |

## Politique
Lors des élections fédérales suisses de 2011, la commune a voté à 34,92 % pour l'Union démocratique du centre. Les deux partis suivants furent le Parti démocrate-chrétien avec 19,19 % des suffrages et le Parti libéral-radical avec 14,99 %.
Lors des élections cantonales au Grand Conseil de mars 2011, les habitants de la commune ont voté pour l'Union démocratique du centre à 48,39 %, le Parti libéral-radical à 18,18 %, les Verts à 14,96 %, le Parti socialiste à 12,90 %,le Parti bourgeois démocratique et les Vert'libéraux à 3,81 % et Vaud Libre à 1,76 %.	
Sur le plan communal, Villars-le-Comte est dirigé par une municipalité formée de 5 membres et dirigée par un syndic pour l'exécutif et un Conseil général dirigé par un président et secondé par un secrétaire pour le législatif.

## Monuments
L'église actuelle, construite en 1822 et rénovée en 1952, est classée monument historique. 
En 1997, une table panoramique donnant sur les Alpes est installée au point le plus élevé de la commune pour célébrer ses 850 ans.

## Économie
Jusqu'au milieu du XXe siècle, l'économie communale était quasiment entièrement tournée vers l'agriculture, l'arboriculture fruitière et l'élevage qui représentent encore une part importante de l'emploi local. Depuis quelques décennies, la commune s'est également développée pour se transformer en résidence pour des personnes travaillant principalement à Moudon et Lucens. Cette mutation s'est accompagnée de la création de plusieurs entreprises locales, dont une manufacture d'orgues.

## Transports
Au niveau des transports en commun, Villars-le-Comte fait partie de la communauté tarifaire vaudoise Mobilis. Le bus CarPostal reliant Lucens à Moudon s'arrête dans la commune. Le village est aussi desservi par les bus sur appel Publicar, qui est aussi un service de CarPostal.